# Haukadalur

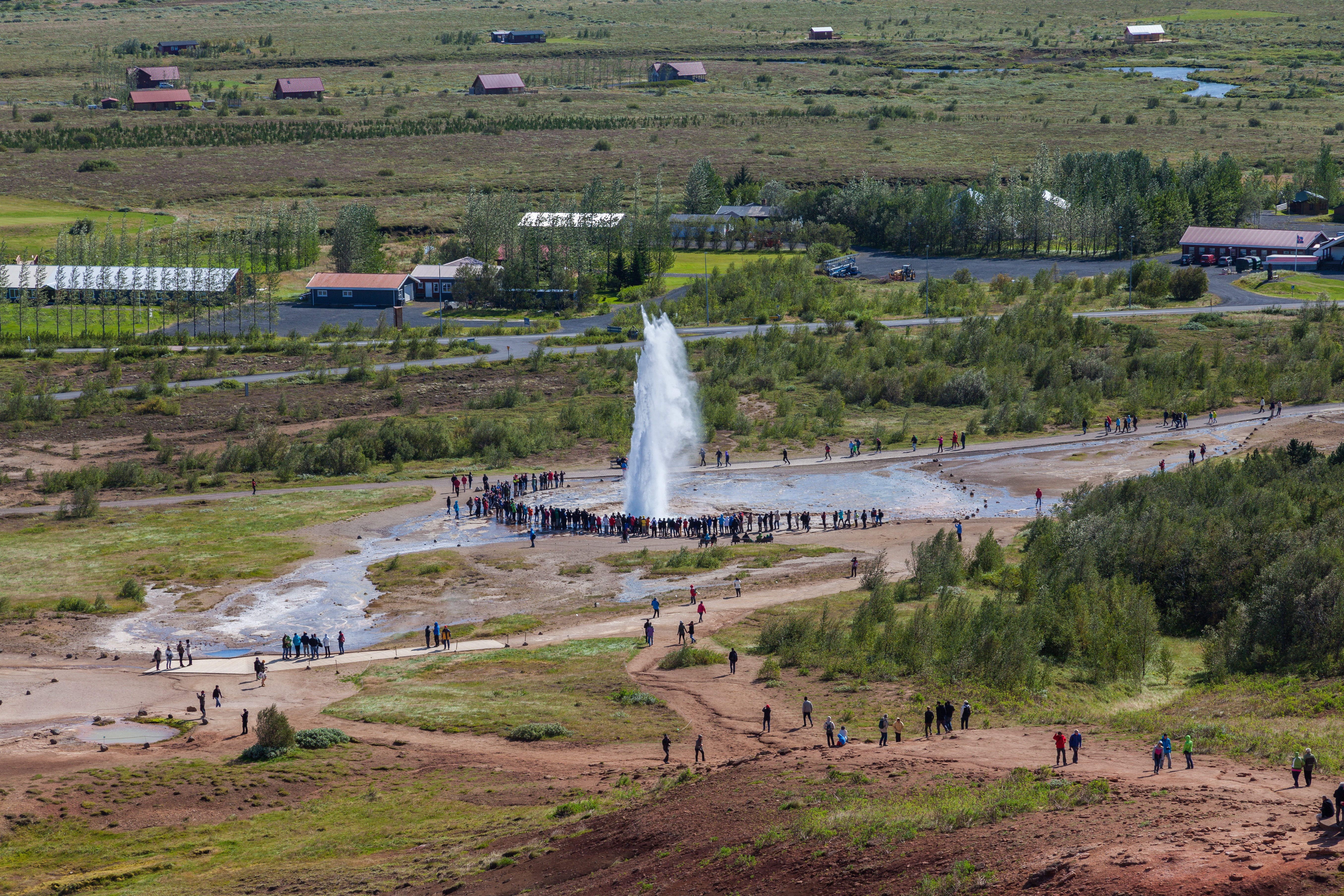
Strokkur, uno de los mayores géiser de Islandia.

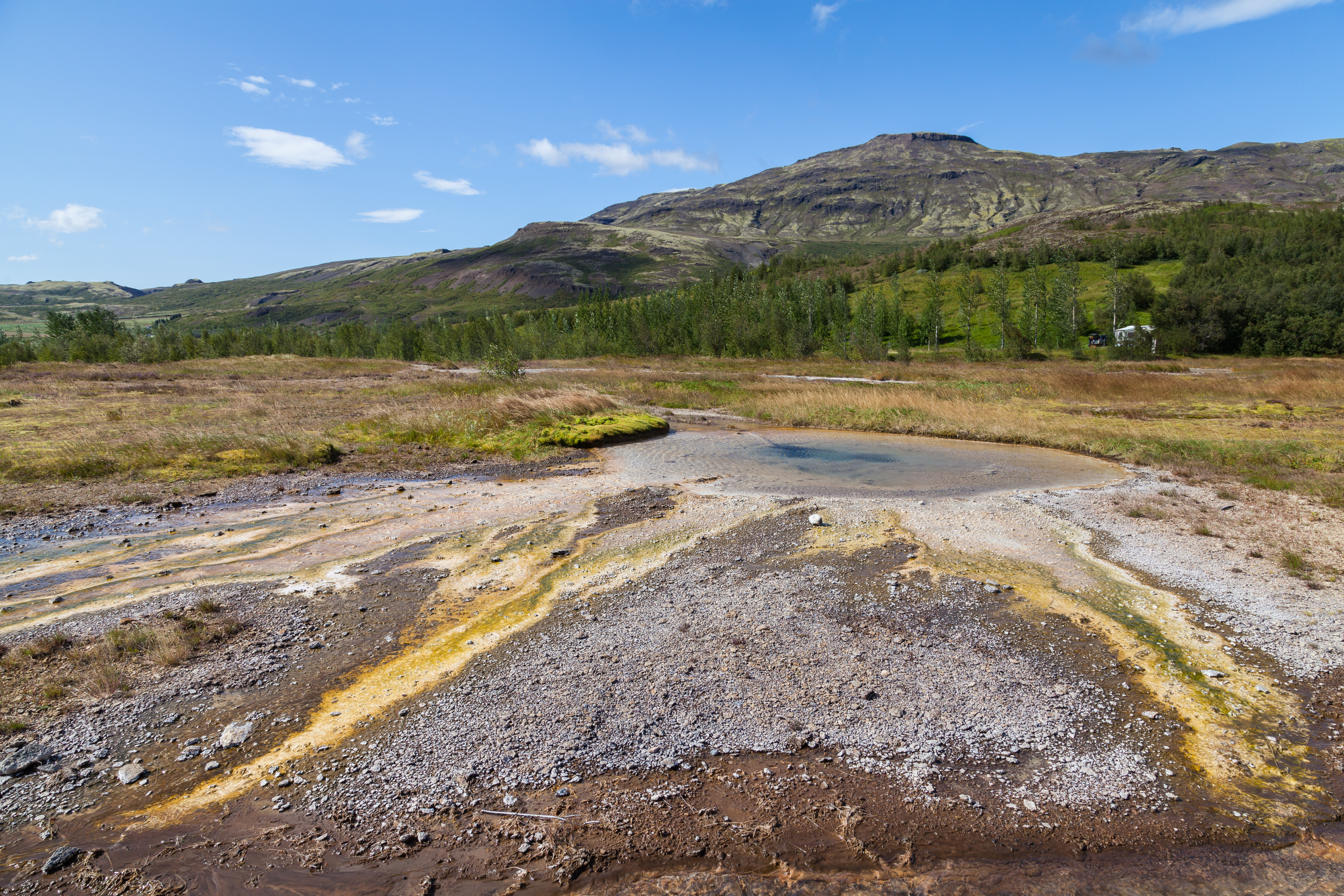
Área geotérmica de Geysir.

Haukadalur es el nombre que comparten tres valles en Islandia:

## Haukadalur,Círculo dorado
Es un valle que se encuentra situado al norte del lago Laugarvatn en la región sur de Islandia. En el mismo se pueden visitar una de las atracciones más famosas de la isla: los géiseres. Entre los más famosos se encuentran el Strokkur y el Geysir, aunque hay muchos otros en la zona.
Haukadalur es parte del Gullni hringurinn ('Círculo Dorado'), una popular ruta turística del sur de Islandia.

## Haukadalur, Snæfellsnes
Al noroeste de Islandia, en la región de Snæfellsnes, existe otro valle que también recibe el nombre de Haukadalur situado al sur de la localidad de Búðardalur. En el mismo se encontraba ubicada la residencia del vikingo Erik el Rojo, descubridor de Groenlandia.

## Haukadalur, Vestfirðir
Finalmente, también al noreste del país se encuentra un tercer valle Haukadalur próximo al asentamiento de Þingeyri en la región conocida como Vestfirðir.
- Datos: Q1034430